# Al Di Meola
Al Di Meola, vlastním jménem Al Laurence Dimeola, (* 22. června 1954, Jersey City, New Jersey, USA) je americký jazz fusion a latin-jazzový kytarista a skladatel.

## Kariéra
V roce 1971 byl přijat na Berklee College of Music v Bostonu. V roce 1974 se připojil ke kapele Return to Forever, kterou vedl Chick Corea a hrál s ní až do razantní změny jejího složení roku 1976.
Prozkoumal řadu žánrů, ale je nejvíce zmiňován pro svou latin hudbou ovlivněnou jazz fusion tvorbu. Jde o čtyřnásobného vítěze čtenářské ankety Guitar Player Magazine v kategorii nejlepší jazzový kytarista.
Kytarový historik Robert Lynch prohlašuje: "V historii elektrické kytary neudělal žádný člověk takový pokrok v technickém zvládnutí nástroje jako Al Di Meola. Jeho ovládnutí rozličných stylů a stupnic je jednoduše šokující. Cítím se poctěn, že jsem mohl po celé roky studovat jeho hudbu."
Mimo svou velmi plodnou kariéru, má na svém kontě také mnoho společných projektů s basistou Stanley Clarkem, klávesistou Janem Hammerem, houslistou Jean-Luc Pontym a kytaristy Johnem McLaughlinem a Paco de Luciou. Účinkoval také jako host ve skladbě "Allergies" z alba Paula Simona Hearts and Bones (1983).
Na začátku své kariéry, jak je možné poznat z jeho prvního alba Land of the Midnight Sun (1976), proslul svou mistrovskou technikou a extrémně rychlými, kytarovými sóly a kompozicemi. Ale už na svých raných albech začal objevovat středomořskou kulturu a akustické žánry jako flamenco. Dobrými příklady mohou být třeba skladby "Mediterranean Sundance" a "Lady of Rome, Sister of Brazil" z alba Elegant Gypsy (1977). Jeho raná alba byla velmi vlivná mezi podobnými jazzovými a rockovými kytaristy. Pokračoval dál v objevování latinské hudby v jazz-fusion žánru na albech jako Casino a Splendido Hotel. O něco jemnější hru ukázal v akustických skladbách jako "Fantasia Suite for Two Guitars" z alba Casinoa na nejlépe prodávaném naživo nahraném albu s Johnem McLaughlinem a Paco de Luciou, Friday Night in San Francisco. V roce 1980 také vyjel na společné turné s latinrockovým kolegou Carlosem Santanou.
S albem Scenario prozkoumal elektronickou tvář jazzu ve spolupráci s Janem Hammerem. Počínaje touto změnou dál rozšiřoval své obzory na akustickém albu Cielo e Terra. Začal používat kytarový syntetizér na albech jako Soaring Through a Dream. Na začátku devadesátých let 20. století nahrával alba blízké world music a moderním latin stylům spíše než jazz.

## Diskografie

### Sólová tvorba
- Land of the Midnight Sun (1976)
- Elegant Gypsy (1977)
- Casino (1978)
- Splendido Hotel (1980)
- Electric Rendezvous (1982)
- Tour De Force - Live (1982)
- Scenario (1983)
- Cielo e Terra (1985)
- Soaring Through a Dream (1985)
- Tirami Su (1987)
- Kiss My Axe (1991)
- World Sinfonia (1991)
- The Best of Al Di Meola - The Manhattan Years (1992)
- World Sinfonia II - Heart of the Immigrants (1993)
- Orange and Blue (1994)
- Al Di Meola Plays Piazzolla (1996)
- The Infinite Desire (1998)
- Christmas: Winter Nights (1999)
- World Sinfonia III - The Grande Passion (2000)
- Flesh on Flesh (2002)
- Al Di Meola Revisited (2003)
- Vocal Rendezvous (2006)
- Consequence of Chaos (2006)
- Diabolic Inventions And Seduction For Solo Guitar (2006)
- World Sinfonia - La Melodia (2008)
- Pursuit of Radical Rhapsody (2011)

### Spolupráce
- Venusian Summer (1975) Lennym Whitem a Larrym Coryellem
- Go (1976) s Go Stomu Yamash'ta, Stevem Winwoodem
- Go Live From Paris (1976) s Go Stomu Yamash'ta, Steve Winwood
- Go Too (1977) with Go
- Friday Night in San Francisco (1980) s Johnem McLaughlinem a Paco de Lucíou
- Passion, Grace and Fire (1983) s Johnem McLaughlinem a Paco de Lucíou
- Latin (1987) s George Dalarasem
- Super Guitar Trio And Friends (1990) s Larry Coryellem a Biréli Lagrènem
- Rite Of Strings (1995) s Stanley Clarke a Jean-Lucem Pontym
- Dance of Fire (1995) - Aziza Mustafa Zadeh
- The Guitar Trio (1996) s John McLaughlin a Paco de Lucíou
- Winter Nights (1999) - Roman Hrynkiv
- Inspiration - Colors & Reflections (2000) Aziza Mustafa Zadeh
- Nylon & Steel (2001) Manuel Barrueco
- The Running Roads (2001) s Georgem Dalarasem
- Black Utopia (2003) s Derekem Sherinianem
- Cosmopolitan Life (2005) s Leonidem Augutinem
- Midsummer Night In Sardinia (2005) s Andreou Parodi
- Mária (Égi szerelem) (2007) s Miklosem Malekem a Eszter Horgasovou

Jako Producent
- Magic Touch (1985) Stanley Jordan

### Alba s Return to Forever
- Where Have I Known You Before (1974, Polydor)
- No Mystery (1975, Polydor)
- Romantic Warrior (1976, Columbia)